# نبرد جلولا
نبرد جلولا نبردی بود که میان شاهنشاهی ساسانی و خلافت راشدین اندکی پس از سقوط تیسفون درگرفت.
پس از سقوط تیسفون، چندین گروه بلافاصله به غرب فرستاده شدند تا قرقیسیا و هیت، قلعه‌های مرزی امپراتوری بیزانس را تصرف کنند. چندین سپاه نیرومند ایرانی همچنان در شمال شرقی تیسفون در جلولا و شمال دجله در تکریت و موصل فعال بودند. بزرگ‌ترین تهدید، تجمع نیروهای ایرانی در جلولا بود. پس از عقب‌نشینی از تیسفون، سپاهیان ایرانی در جلولا در شمال شرقی تیسفون گرد آمدند؛ مکانی با اهمیت استراتژیک که راه‌هایی به بین‌النهرین سفلی، خراسان بزرگ و آذربایجان از آنجا می‌گذشت. فرماندهی نیروهای ایرانی در جلولا بر عهده مهران رازی بود. معاون او فرخزاد هرمز، برادر رستم فرخ‌هرمز بود که فرماندهی نیروهای ایرانی را در نبرد قادسیه بر عهده داشت. طبق دستور عمر بن خطاب، سعد بن ابی وقاص تمام وضعیت را به اطلاع عمر رساند. خلیفه تصمیم گرفت ابتدا به جلولا رسیدگی کند؛ نقشه او این بود که ابتدا مسیر شمالی را پاکسازی کند و سپس اقدام قاطعی علیه تکریت و موصل انجام دهد. عمر، هاشم بن عتبه را برای لشکرکشی به جلولا منصوب کرد. در آوریل ۶۳۷ میلادی، هاشم با ۱۲۰۰۰ سرباز از تیسفون حرکت کرد و پس از شکست دادن ایرانیان در نبرد جلولا، به مدت هفت ماه جلولا را محاصره کرد تا اینکه این شهر با شرایط معمول جزیه تسلیم شد.

## مقدمه
پس از سقوط تیسفون، چندین گروه بلافاصله به غرب فرستاده شدند تا قرقیسیا و هیت، قلعه‌های مرزی امپراتوری بیزانس را تصرف کنند. پادگان‌های نیرومند ایرانی در شمال شرقی تیسفون در جلولا و شمال دجله در تکریت و موصل، تهدیدی برای مهاجمان مسلمان محسوب می‌شدند. بزرگترین تهدید، تجمع نیروهای ایرانی در قلعه استراتژیک جلولا بود.
فرماندهی نیروهای ایرانی در جلولا بر عهده مهران رازی بود. معاون او فرخزاد هرمز، برادر رستم فرخ‌هرمز بود که فرماندهی نیروهای ایرانی را در نبرد قادسیه بر عهده داشت.
جلولا شهری با اهمیت استراتژیک بالا بود، گلوگاهی برای شمال عراق. داشتن جلولا به معنای داشتن دروازه شمالی عراق بود. بنابراین ایرانیان انتظار حمله به جلولا را داشتند. دفاع از جلولا برای قدرت امپراتوری و حفظ نظم در مرزهای دورافتاده شاهنشاهی ایران نیز بسیار مهم بود.
همانطور که عمر بن خطاب دستور داده بود، سعد بن ابی وقاص، فرمانده کل مسلمانان در جبهه ایران، تمام وضعیت استراتژیک را به اطلاع عمر رساند. عمر تصمیم گرفت ابتدا به جلولا رسیدگی کند. نقشه او این بود که ابتدا پشت سر خود را پاکسازی کند و سپس اقدام قاطعی در شمال علیه تکریت و موصل انجام دهد. عمر، هاشم بن عتبه را برای لشکرکشی به جلولا منصوب کرد. در آوریل ۶۳۷ میلادی، هاشم با ۱۲۰۰۰ سرباز از تیسفون حرکت کرد و با ایرانیان در خارج از قلعه جلولا تماس پیدا کرد.

## میدان نبرد

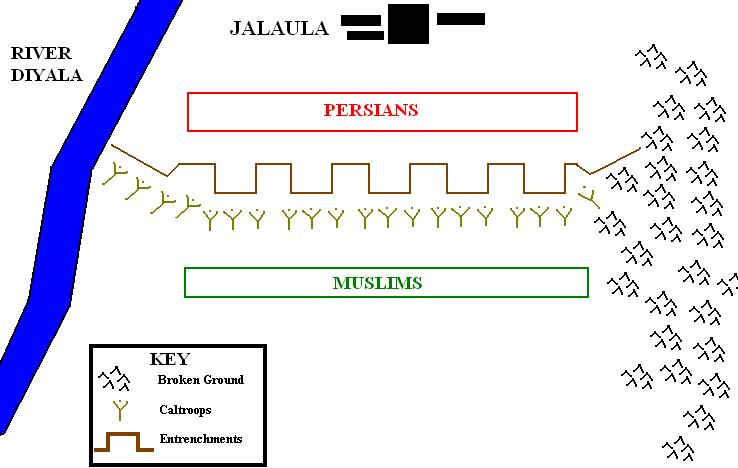
آرایش نبرد.

در جلولا، هر دو جناح ایرانیان و مسلمانان بر موانع طبیعی تکیه داشتند. رود دیاله در شرق و زمین ناهموار در غرب. زمین ناهموار برای سواره‌نظام مناسب نبود و حتی حرکت پیاده‌نظام به صورت گروهی دشوار بود و آن‌ها را در معرض آتش ایرانیان قرار می‌داد.

## نقشه‌های متقابل
مهران، فرمانده ایرانی در جلولا، ژنرالی باتجربه بود که در قادسیه با مسلمانان جنگیده بود و به تاکتیک‌های مسلمانان به خوبی آگاه بود. او خندق‌هایی حفر کرد و حسک را در مقابل آنها قرار داد تا پیشروی مسلمانان را کُند کند. نیروهای ایرانی قصد داشتند با اجازه دادن به مسلمانان برای حمله از روبرو، آنها را خسته کنند و بدین ترتیب خود را در معرض تیراندازان و توپخانه محاصره‌ای ایرانی قرار دهند. حسک‌ها نیز سرعت سواره‌نظام و پیاده‌نظام مسلمانان را مختل می‌کرد. مهران ارتش خود را در آرایش دفاعی کلاسیک مستقر کرد و قصد داشت زمانی که مسلمانان به اندازه کافی متحمل تلفات شدند و هسته قدرت آنها از بین رفت، حمله را آغاز کند.
هاشم، فرمانده مسلمانان، پس از رسیدن به میدان نبرد، تحلیل کرد که ایرانیان را نمی‌توان از جناحین به دلیل موانع طبیعی مورد حمله قرار داد و نزدیک شدن به آنها از روبرو پرهزینه خواهد بود. او تصمیم گرفت ایرانیان را از دفاع خندق‌ها و حسک‌ها بیرون بکشد. هاشم برنامه‌ریزی کرد تا حمله‌ای از روبرو انجام دهد و سپس تحت آتش ایرانیان عقب‌نشینی ساختگی کند و پس از اینکه ایرانیان از خندق خود دور شدند، سواره‌نظام او پل روی خندق را تصرف کرده و مسیر فرار ایرانیان را قطع کند.

### آرایش نیروهای راشدین
در گزارش‌های تاریخ‌نگاران مسلمان از قرن هفتم تا دهم و یازدهم میلادی، جزئیات ترکیب ارتش راشدین و واحدهای درگیر در این نبرد مشخص است. نسخه‌های متفاوتی از ترکیب آرایش نیروها وجود دارد.
طبری ثبت کرده است که ارتش راشدین متشکل از ۱۲,۰۰۰ نفر بوده و آرایش آنها به شرح زیر بوده است:
- هاشم بن عتبه به عنوان فرمانده کل
- قَعقاع بن عمرو التمیمی فرمانده پیشرو
- سِعر بن مالک فرمانده جناح راست ارتش
- عمرو بن مالک بن عتبه فرمانده جناح چپ ارتش
- عمرو بن مره الجهنی فرمانده عقب‌داران

در حالی که طلحه (طلیحه بن خویلد اسدی) بن خویلد بن نوفل اسدی؛ عمرو بن معدی کرب؛ قیس بن مکشوح و حجر بن عدی بعدها به عنوان نیروهای کمکی رسیدند. به طور کلی، کل نیروها متشکل از شخصیت‌های برجسته انصار و مهاجرین در نبردهای اولیه مسلمانان و بخش‌هایی از بدوهایی بودند که قبلاً در جنگ‌های رده شورش کرده بودند.
احمد بن اعثم نسخه‌ای کمی متفاوت از ترکیب طبری ارائه می‌دهد، به ویژه:
- جریر بن عبدالله بجلی فرمانده جناح راست ارتش
- حجر بن عبدالله کندی فرمانده جناح چپ ارتش
- مکشوح المرادی فرمانده جایگاه نامشخص واحدهای جناح ارتش
- عمرو بن مره الجهنی فرمانده سواره‌نظام در مرکز
- طلحه (طلیحه) بن خویلد بن نوفل اسدی فرمانده پیاده‌نظام.[۴]

بلاذری نیز به اختصار ترکیبی را ذکر می‌کند که شبیه به ترکیب احمد بن اعثم است، با این تفاوت که او جریر بن عبدالله را نیز شامل می‌شود.

## نبرد
نبرد با حمله جبهه‌ای مسلمانان آغاز شد؛ پس از مدتی درگیری، مسلمانان عقب‌نشینی ساختگی کرده و به صورت منظم عقب نشستند. مهران که احساس می‌کرد زمان حمله فرا رسیده، دستور داد تا خندق‌ها پلی‌بندی شوند. پس از اینکه ارتش ایران آرایش نبرد را به خود گرفت، او دستور حمله عمومی را صادر کرد.
تا این مرحله، نبرد مطابق با برنامه‌ریزی هر دو فرمانده پیش رفته بود. هنگامی که مهران نیروهای خود را در میدان نبرد باز درگیر کرد، هاشم تصمیم گرفت مانور خود را انجام دهد. او یک هنگ سواره‌نظام قوی را تحت فرماندهی یکی از برجسته‌ترین فرماندهان سواره‌نظام خود، قعقاع بن عمرو، فرستاد تا پل روی خندق را تصرف کند. پل به شدت محافظت نمی‌شد زیرا تقریباً تمام نیروهای ایرانی موجود برای حمله به بدنه اصلی مسلمانان استفاده شده بودند.
قعقاع در اطراف جناح راست ایرانیان مانور داد و به سرعت پل را در پشت سر آنها تصرف کرد. خبر وجود یک گروه قدرتمند سواره‌نظام مسلمان در پشت سر آنها، ضربه جدی به روحیه ایرانیان وارد کرد.
هاشم با پیاده‌نظام مسلمان از جلو حمله کرد در حالی که قعقاع با سواره‌نظام خود از پشت به ایرانیان ضربه زد. نیروهای ایرانی بین ارتش مسلمان و موانع طبیعی در میدان نبرد به دام افتادند. با این حال، هزاران نفر از آنها موفق به فرار شده و به قلعه جلولا رسیدند.

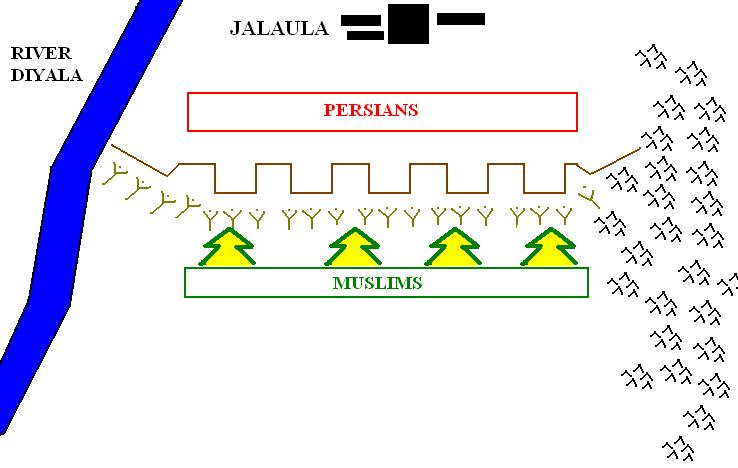
عقب‌نشینی ساختگی مسلمانان
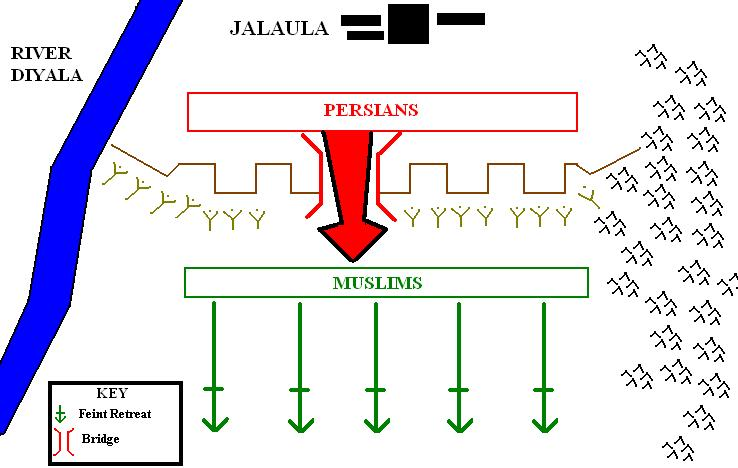
حمله ایرانیان
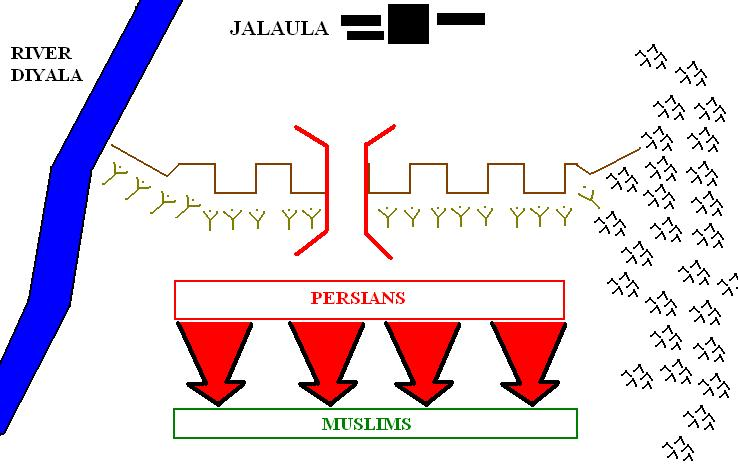
درگیری عمومی
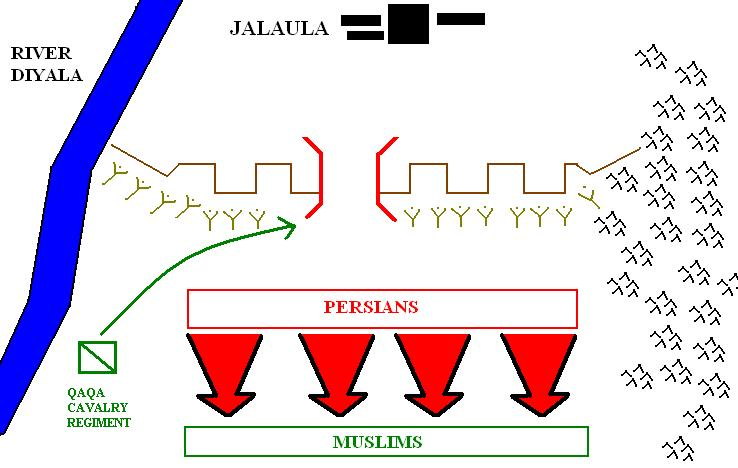
مانور دور زدن قعقاع

## پیامد
ایرانیان تلفات سنگینی متحمل شدند و نبرد با پیروزی کامل مسلمانان به پایان رسید. زنان و کودکان به عنوان غنیمت جنگی به بردگی گرفته شدند و عمر می‌گوید: «از بیم فرزندان این کنیزان که قرار است به دنیا بیایند، به خدا پناه می‌برم». پس از نبرد، هاشم جلولا را محاصره کرد. امپراتور یزدگرد سوم در موقعیتی نبود که نیروی امدادی به جلولا بفرستد و قلعه هفت ماه بعد با شرایط پرداخت سالانه جزیه (خراج) تسلیم مسلمانان شد. پس از تصرف جلولا، مسلمانان تکریت و موصل را نیز تصرف کرده و فتح عراق را تکمیل کردند.
پس از فتح عراق (منطقه غرب کوهستان زاگرس) عمر تصمیم گرفت قلمرو فتح شده را تثبیت کند. او ظاهراً برای مدتی قصد فتوحات بیشتر را نداشت. او تقریباً در حالت دفاعی بود تا اینکه حملات مداوم ایرانیان به عراق او را مجبور کرد تا حمله گسترده‌ای را به امپراتوری ایران آغاز کند.

## جنگ جلولا
پس از سقوط تیسفون، یزدگرد سوم تیسفون را ترک گفته رهسپار حلوان که شهر کوچکی در نزدیک خانقین کنونی بود، شد تا مقدمات اعزام نیرویی را فراهم آورد. بعد از چندی به سعد بن ابی‌وقاص خبر رسید که یزدگرد در حلوان قشونی جمع کرده، در صدد جنگ‌است. سعد کسی را نزد عمر فرستاد تا از وی دربارهٔ تعقیب یزدگرد اجازه کسب کند. عمر در پاسخ دستور داد خود سعد در مدائن بماند ولی هاشم بن عتبه با دوازده هزار نفر تن از سپاهیان را بدانجا بفرستد. فرخزاد هرمزد که در این زمان سپهسالار ایران بود چون از تیسفون بیرون آمد به جلولا که رسید به راهنمایی از سرداران دیگر در صدد برآمد پیش از آنکه لشکرش پراکنده شوند و هر یک بجایی بروند، یکبار دیگر پیش از یورش عرب درایستد و در دفع بلای آن‌ها تلاشی بکار برد. در زمانی که یزدگرد در حلوان بود فرخزاد نامه‌ای به او نوشت و از او مال و لشکر کمکی خواست. یزدگرد پول و سپاه برای وی فرستاد و حتی از اسپهان نیز ارتشی به یاری وی آمد. به موجب یک روایت دیگر مهران رازی بود که در این جنگ فرماندهی داشت. ایرانی‌ها در جلولا خندق کندند و آمادهٔ جنگ شدند. سعد نیز به دستور خلیفه عمر با سپاهش عازم حلوان بود که در سر راه خود در جلولا با نیروهای ایران روبرو شدند. جنگ سختی روی داد و ایرانی‌ها شکست خوردند و مهران به همراه یک سری بازماندگان به خانقین گریخت، اما در نهایت توسط یک اعرابی که در تعقیب آن‌ها بودند کشته شدند و گروه بسیاری از ایرانی‌ها کشته شدند و گریختند . گریختگان را اعراب تا حلوان و قصر شیرین دنبال کردند. پس از جنگ اعراب وارد حلوان شده دست به یغما گشودند و اموال و نفایس هنگفتی را به غارت بردند. به موجب نوشتهٔ مورخان سهم هر یک از سپاهیان از غنائم بدست آمده، ۳۰ هزار درهم بود. کثرت اسیران، خاصه زنان و دختران چندان بود که گویند وجود اسیران جلولا برای عمر مایهٔ نگرانی گشت و مکرر می‌گفت «از ترس فرزندانی که این زنان قرار است به دنیا بیاورند، به خدا پناه می‌برم.»
بعد از این فتح سعد بن ابی وقاص می‌خواست یزدگرد را تعقیب کند ولیکن عمر به او نوشت که «میانرودان برای اعراب کافی است و کاش مابین میانرودان و ممالک آنطرف کوه‌ها (مقصود کوه‌های زاگرس است) سدی بود که نه ایرانی‌ها می‌توانستند از آن بگذرند و نه اعراب.» بنابراین در سال ۱۶ هجری یا ۶۳۷ میلادی، سعد به تسخیر شهرهای دیگر میانرودان پرداخت و کاملاً موفق شد.

## اسیران
پس از جنگ جلولاء تعداد زنان اسیر بسیار زیاد بودند به طوری که عمر بن خطاب دربارهٔ فرزندان حاصل از تجاوز جنسی به فکر فرورفت. دینوری در کتاب اخبار اطوال اینچنین می‌نویسد:
مسلمانان در جنگ جلولا غنایمی به دست آورند که نظیر آن به دست نیاورده بودند و گروه زیادی اسیر از دختران آزادگان و بزرگان ایران گرفتند. گویند عمر می‌گفته است خدایا من از شر فرزندان اسیران جلولا به تو پناه می‌برم… (اخبار الطوال: ص ۱۶۳).

## نگارخانه

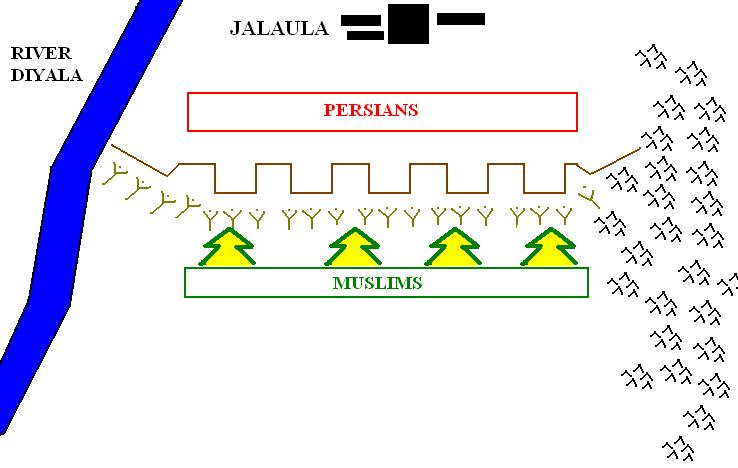
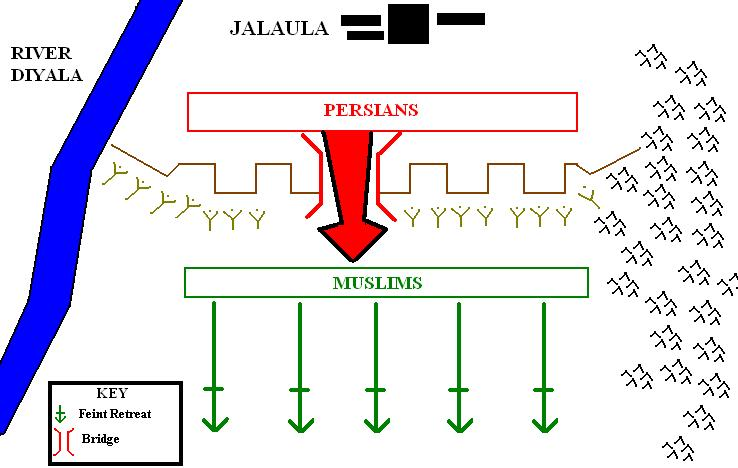
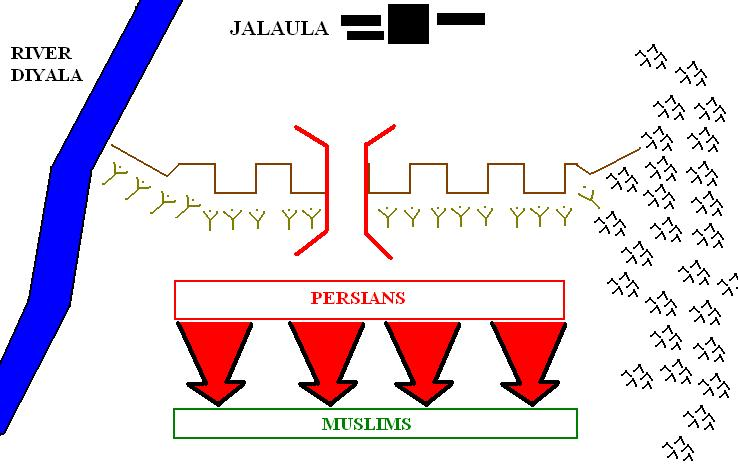
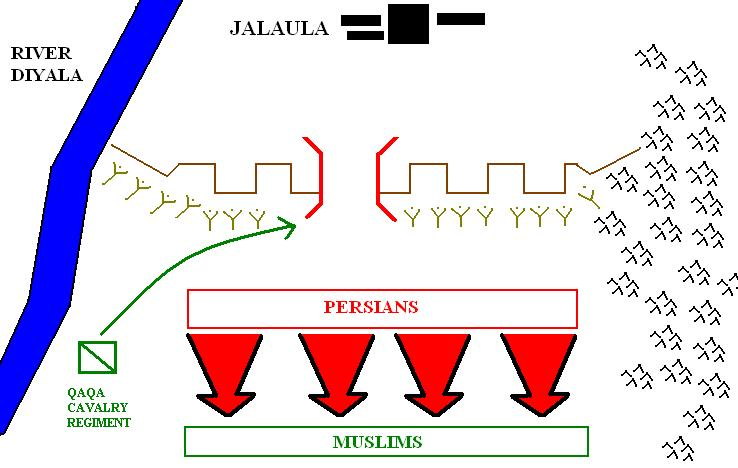